# Il governo dei preti
Clelia, o il governo dei preti è un romanzo anticlericale del 1870 di Giuseppe Garibaldi, nel quale l'autore racconta le tormentate vicende di un'immaginaria popolana romana, Clelia, di cui il cardinale Procopio si invaghisce follemente. Il racconto, ambientato nella Roma papalina, stigmatizza il radicato oscurantismo, il despotismo e il comportamento libertino di certi prelati.

## Origini dell'opera
Garibaldi era a corto di denaro quando decise di cimentarsi per la prima volta con il genere del romanzo. Per questo nell'inverno 1866-67 iniziò la stesura del libro. Il testo fu completato nel 1868 e sottoposto al giudizio dell'intima amica e scrittrice Marie Espérance von Schwartz, meglio conosciuta con lo pseudonimo di Elpis Melena. Il giudizio della donna fu estremamente negativo: trovò il libro così brutto da recarsi a Caprera per dissuadere l'autore dalla pubblicazione. Il Generale rispose di essere a piena coscienza del fatto di non essere un romanziere e ammise di averlo scritto solo per guadagnare del denaro. Garibaldi valutò comunque l'ipotesi e tenne la questione in sospeso, ma due anni più tardi decise di dare il testo alle stampe.
Il titolo doveva essere in origine Clelia, o il governo dei preti (oppure Clelia, ovvero il governo dei preti), ma fu in seguito mutato in Clelia. Il governo del monaco, e stampato con questo titolo nella prima edizione italiana e nelle prime edizioni inglesi.

## Trama
Clelia è una giovane e bella ragazza, figlia dell'onesto scultore trasteverino Manlio. Per la sua avvenenza fisica, nel rione tutti la conoscono come «La perla di Trastevere». Quando il padre viene arrestato con l'accusa di cospirazione, Clelia si reca dal cardinale Procopio per implorare aiuto. Tuttavia, il presule è un uomo profondamente immorale e corrotto, che assolda agenti incaricati di scovare le bellezze del posto per arricchire il suo bordello personale.
Il cardinale tenta di insidiare la ragazza, la quale lo respinge con indignazione, salvata dall'arrivo dell'uomo amato e di un giovane rivoluzionario. Nello scontro Procopio perisce assieme a due suoi scherani. I due innamorati, cui si uniscono Giulia, un'amica inglese di Clelia venuta a Roma per studiare arte, e il fidanzato rivoluzionario, fuggono dapprima nei boschi e poi, guadagnato il mare, raggiungono una piccola isola.
Qui conoscono il capo della piccola comunità isolana, soprannominato «Il solitario», fervente repubblicano che li convincerà a tornare sul continente a combattere per la patria. L'uomo di Clelia e quello di Giulia cadono in battaglia, insigniti dell'onore più grande, quello di essere divenuti martiri per la causa italiana.
Quanto alle due donne, fiere dei loro compagni, prendono la via dell'Inghilterra, giurando di non rientrare in Italia finché Roma non verrà liberata dal "governo dei preti".

## I personaggi
Non è difficile individuare i personaggi, specifici o generici, che si celano sotto le spoglie dei protagonisti, e altrettanto evidenti sono i messaggi che l'autore vuole veicolare. «Il solitario» che vive sull'isola è naturalmente Garibaldi a Caprera, ma il Generale coincide anche con il narratore. I giudizi espressi dal narratore sono i suoi. Il cardinale Procopio, alter ego di Giacomo Antonelli, funge da emblema per delineare la corruzione e l'immoralità del clero, mentre Giulia fornisce il pretesto per esaltare l'Inghilterra e i suoi costumi.
I garibaldini caduti in battaglia suggellano la grandezza del pro patria mori, ideale che finisce col prevalere sull'amore romantico. Clelia e Manlio, infine, costituiscono per l'autore un modello tale da spingerlo a dare il loro nome a due dei tre figli che Garibaldi concepirà negli anni successivi con Francesca Armosino (Clelia nacque il 16 febbraio 1867, prima che il romanzo fosse pubblicato ma dopo che il militare aveva definito la struttura del libro e i suoi protagonisti).

## L'anticlericalismo nel libro
In settantasei capitoli, gli esponenti della Chiesa cattolica collezionano gli epiteti più rudi: ogni rappresentante dell'«immondo pretume» viene bollato come impostore, cresciuto nella menzogna e nell'ipocrisia, dedito a «crapula, ricchezze e lussuria, sempre per la maggior gloria di Dio». Proprio gli ecclesiastici, «razza di vermi» e di «spie», sono i veri detrattori di Dio al punto tale da apparire come dei «luciferi umani». Ne consegue che il «governo delle sottane» è riuscito a ridurre Roma da metropoli del mondo ad «immensa cloaca». Nessuna pietà nemmeno per papa Pio IX, definito «vecchio imbecille».

## Reazione della critica
Anche se un tempo era meno semplice far pubblicare un libro presso case editrici importanti, la nomea di cui godeva Garibaldi risolse la questione in suo favore: attraverso l'edizione milanese Rechiedei e quelle inglesi il romanzo ebbe la notorietà sufficiente per fruttare al suo autore buona parte del denaro di cui aveva bisogno. I giornali letterari italiani recensirono negativamente l'opera, e il londinese Saturday Review, che non si era unito agli entusiasmi mediatici e popolari per l'arrivo di Garibaldi a Londra nel 1864, stroncò gli aspetti propagandistici di Clelia, asserendo inoltre che il libro «era uno strano miscuglio di assoluta puerilità e di genuino eroismo», e che tutto questo faceva di Garibaldi «assai più eroe di romanzo che non autore di romanzo».
A vantaggio di Garibaldi va comunque riconosciuta la schiettezza nel linguaggio e nel pensiero, e bisogna altresì ammettere come la traduzione inglese appesantì molto il testo, lo rese a tratti ridicolo e ne raddoppiò le dimensioni in quanto il traduttore aggiunse digressioni inventate di sana pianta. Nei paesi di lingua anglosassone inoltre il romanzo venne tradotto col titolo The Rule of the Monk. Lo stesso Garibaldi ironizzò su questa modifica dicendo che fosse volutamente rinominato così perché probabilmente "qualche prete ha avuto occasione di leggerlo", ma più plausibilmente il titolo venne dato proprio in riferimento al Il Monaco di Matthew Gregory Lewis.

## Edizioni
- Giuseppe Garibaldi, Clelia. Il governo del monaco (Roma nel secolo XIX) - prima edizione, Fratelli Rechiedei editori, Milano 1870

- Giuseppe Garibaldi, Il governo dei preti - a cura di Giovanni Arpino e Aldo Alessandro Mola, MEB, il Feuilleton 1, Torino 1973

- Giuseppe Garibaldi, Il governo dei preti - Kaos edizioni, Milano 2006